# Science Slam
Science Slam (англ. научный слэм) — неакадемическая форма научной коммуникации, соревнование в виде коротких выступлений учёных с рассказами о своих научных исследованиях в научно-популярной форме. Слэм зародился в Германии в середине 2000-х, современный регламент сложился к 2010 году. Как отмечал Look At Me, с середины 2010-х наибольший интерес к научному слэму сохранялся в двух странах: Германии и России.

## Формат соревнования
Научный слэм стал воплощением трендов на демократизацию и спортификацию науки, которые сложились в научном мире в последние десятилетия XX века. Как общественное мероприятие он решает задачу распространения научного знания и формирует образ современного исследователя в противовес традиционному представлению об учёном «в башне из слоновой кости».
Традиционно слэмы проходят в вечернее время на нетипичных для научных событиях площадках: в культурных центрах, театрах, клубах или барах. В ходе выступления обычно 5 учёных (слэмеров) в рамках 10-минутных выступлений рассказывают о своих исследованиях неподготовленной аудитории. Участники стараются сделать выступление понятным и интересным, объясняют сложные концепции простым языком через метафоры, используют юмор, отсылки к массовой культуре, мемы, мультимедиа-презентации, живые эксперименты и другие выразительные средства. Организаторы не ограничивают учёных в способе подачи информации — они могут передать смысл танцем, речитативом, публичным экспериментом.
Претенденты на участие заполняют анкету. Организаторы изучают представленные научные работы, академическую репутацию учёных, опыт публичных выступлений, тему доклада, после чего приглашают на мероприятие. Около месяца учёные проходят подготовку, обсуждают с организаторами презентацию. Чтобы сделать выступление интереснее, организаторы могут подключать сторонних специалистов по ораторскому мастерству и актёрскому искусству.
Как правило, выступление участников предваряет лекция известного учёного, что подчёркивает преемственность поколений в науке. В России в качестве приглашённых лекторов в разное время выступали генетик Михаил Гельфанд, кристаллограф Артём Оганов, молекулярный биолог Константин Северинов, психолог Мария Фаликман и другие.
В классическом слэме победителем становится участник, получивший наибольшие овации: после каждого выступления организаторы замеряют громкость аплодисментов, возгласов и топота с помощью шумомера. Символическим призом лучшему слэмеру служат боксёрские перчатки, что подчёркивает состязательный характер мероприятия. Отдельную награду (например, грант) слэмеру могут вручить жюри или спонсоры мероприятия.
Слэмы в их первоначальном формате — коммерческие мероприятия, партнёрами и спонсорами которых выступают крупные вузы, популярные медиа, инновационные компании и институты развития. Со временем появились и устоялись производные форматы слэма с адаптированными правилами: университетский, школьный (состязания школьников или выступление учёного перед молодой аудиторией), корпоративный (как форма тимбилдинга). Все они сохраняют концептуальные основы научного слэма: ограничение по времени, презентация собственных исследований и развлекательный характер.

## Зарождение и становление
Формат научного слэма по аналогии с поэтическим слэмом (состязанием поэтов в неформальной обстановке, проводимым в США с 1986 года) придумал молодой учёный Алекс Дрепек во время работы над докторской диссертацией по теме понимания сложных научных текстов. Концепция формата сложилась в 2004 году, а первое мероприятие прошло в 2006 году в Дармштадте. С 2007 года научные слэмы начал проводить Дом Наук (нем. Haus der Wissenschaft) в Брауншвейге, что их помогло популяризации в Германии.
Предложенные Дрепеком правила разрешали выступления продолжительностью 30 минут и позволяли участникам говорить на любые интересующие их научные темы. Современный регламент предложил экс-сотрудник Бундестага, организатор слэмов в Берлине Грегор Бьюнинг в 2010 году, он же провёл первое мероприятие по новыми правилам. Набрав популярность в Германии, Science Slam быстро распространился по Европе, а потом и по всему миру. С 2014 года проводится европейский чемпионат, мероприятие принимает страна учёного-победителя прошлого года. Крупнейший в мире научный слэм состоялся в 2018 году в Конгресс-центре Рейн-Майн в Висбадене, его посетили 4500 человек.

## Научный слэм в России
Look At Me отмечал, что к середине 2010-х помимо Германии, родины научного слэма, именно в России слэм сохранял наибольшую популярность. В 2011 году состоялся первый Российско-германский научный слэм, в котором помимо учёных из Германии приняли участие их российские коллеги. Мероприятие прошло в Ганновере и было организовано Германо-российским форумом (ГРФ). Тогда же Сибилла Гросс из ГРФ предложила Бьюнингу провести научный слэм в России, Грегор помогал ГРФ адаптировать формат под российскую аудиторию. Для знакомства с потенциальными единомышленниками они совершили поездку по российским регионам. Первый в России слэм прошёл в московском парке Горького в сентябре 2012 года, его организовали ГРФ и интернет-портал scienceslam.net при поддержке немецкого Министерства образования и научных исследований. После российско-германские слэмы проводились ежегодно, их попеременно принимали города обеих стран: Берлин (2013), Новосибирск (2014), Карлсруэ (2015), Санкт-Петербург (2016), Бонн (2017) и т. д. В 2018 году ГРФ в сотрудничестве с Германо-американской комиссией Фулбрайта и Научно-исследовательской корпорацией по развитию науки организовал первый трёхсторонний слэм Россия — Германия — США в Берлине, в 2019 году аналогичные мероприятия прошли в Геттингене и Тусоне.
Систематическим развитием слэма в столицах занялось петербургское интернет-издание «Бумага», её основатель познакомился с Бьюнингом на одном из немецких слэмов. Первый слэм «Бумаги» прошёл в апреле 2013 года в петербургском клубе MOD при спонсорской поддержке IT-компании JetBrains. В 2014 году команда «Бумаги» начала проводить слэмы в Москве, их также поддерживали JetBrains и ряд других компаний, том числе Yota.
Science Slam — отличная возможность заявить о себе для всех молодых ученых, причем России это касается в большей степени, чем стран Запада. Похоже, что наука в Российской Федерации обсуждается за закрытыми дверьми и не дает шанса публике поучаствовать в обсуждении и составить представление о том, что происходит в этой сфере.Грегор Бьюнинг, «Независимая газета»
Параллельно со столицами слэмом заинтересовались регионы, первыми стали Иваново, Томск, Екатеринбург, Самара, Калуга, Новосибирск, Сыктывкар, с каждым годом число городов росло. Так, слэмы стали традиционной частью фестивалей науки и других научно-популярных событий, таких как U-NOVUS в Томске, Eureka!Fest в новосибирском Академгородке, Фестиваль науки Юга России в Ростове-на-Дону, НАНОФЕСТ в Саранске, несколько раз проходил в рамках конференций Проекта 5-100, фестиваля ФАНК, конгресса инженеров в Хабаровске и на ПМЭФ.
На 2021 год научные слэмы по классическим правилами проходили более, чем в 20 городах:
- Санкт-Петербург
- Вологда
- Кострома
- Иваново
- Нижний Новгород
- Москва
- Тула
- Воронеж
- Севастополь
- Краснодар
- Самара
- Пермь
- Уфа
- Екатеринбург
- Тюмень
- Новосибирск
- Томск
- Якутск
- Хабаровск
- Владивосток
- Казань
- Ставрополь
- Архангельск
- Калининград

С распространением формата начали проходить состязания между лучшими слэмерами разных городов. Так, с 2015-го проходит Всероссийский научный слэм, с 2016-го — «Science Slam двух столиц».
Научный слэм стал важным элементом российского научного контекста. В 2016 году он был отмечен премией «За верность науке» как лучший научно-популярный проект года. А в 2017 году формат научного слэма лёг в основу передачи «Научный стенд-ап» на телеканале «Культура», которая выходила при поддержке Фонда инфраструктурных и образовательных программ «Роснано». За три сезона передачи в 2018—2019 годах в ней приняли участие более 60 молодых учёных.
По данным «Бумаги», за 2014 и 2015 год в российских научных боях участвовали преимущественно мужчины, больше всего учёных (и победителей) было из области естественных наук. Победы участникам в разное время принесли темы расшифровки генома (Фёдор Царёв, чемпион мира по программированию ICPC 2008 года), изучение сексуального поведения певчих цикад (Сюзан Груб), региональные мифы (Александра Исакова), оперирование рака шейки матки (Нургуль Разаева), разработка анализатора молока и исследование композитных материалов (Николай Патрушев и Рамазу Чарквиани), а биолог Александр Семёнов с помощью краудфандинговой платформы «Бумстартер» собирал деньги на кругосветную яхт-экспедицию «Акватилис», чтобы изучать морские организмы в их естественной среде обитания — этой теме было посвящено его выступление на Science Slam в 2014 году и другие.

### Ассоциация Science Slam
В феврале 2016 года для координации развития научного слэма в России по решению инициативной группы из 10 человек была учреждена «Ассоциация Science Slam», в которую вошли активные региональные организаторы слэмов и иных научно-популярных мероприятий. Ассоциация — некоммерческая организация, которая помогает в организации слэмов в регионах, занимается поиском спонсоров и партнёров для мероприятий, ищет заказы на проведение корпоративных слэмов, готовит слэмеров к выступлению.

## Похожие форматы
Science Slam похож по структуре на edutainment-проект PechaKucha — гибрид вечеринки и презентации, созданный австрийскими дизайнерами и архитекторами в Токио в 2003-м.
Кроме традиционного международного слэма, ГРФ при поддержке «Бумаги» и компании Savchuk & Partner впервые провёл первый в России BarCamp — конференцию популяризаторов науки из России и Европы в формате «Ночь науки» и бар-хоппинг: учёные выступили с докладами в нескольких барах Петербурга.
Свой формат научных слэмов был у Политехнического музея («Научный бой»); формат «НаучРок» представляет собой три коротких, простых и актуальных выступления, объединённые с рок-концертом; Stand-up Science отличается от Science Slam укороченными выступлениями (3-5 минут), и, соответственно, большим количеством учёных — до 15 человек; «Наука. Вкусно» проводится в чайных и кафе; международный формат Science on Stage («Наука на сцене»), который охватывает 35 страны Европы; в России несколько раз проходил германо-российский demoSlam — развлекательный формат диалогов на спорные темы, позже также адаптированный в регионах; в рамках программ «Ночь в музее» и «Библионочь» нередко проводятся Book Slam; тренинги региональных организаторов Science Slam по ораторскому мастерству: Школа нескучного доклада (ориентирован на старшеклассников и молодых учёных, проходит в Томске с 2016-го) и Школа научного доклада (проект появился в Екатеринбурге и ориентирован на младшие группы) и другие.